# Хайлар (район)
Хайлар (кит. упр. 海拉尔, пиньинь Hǎilā'ěr) — район городского подчинения, место расположения правительства городского округа Хулун-Буир автономного района Внутренняя Монголия (КНР).

## История

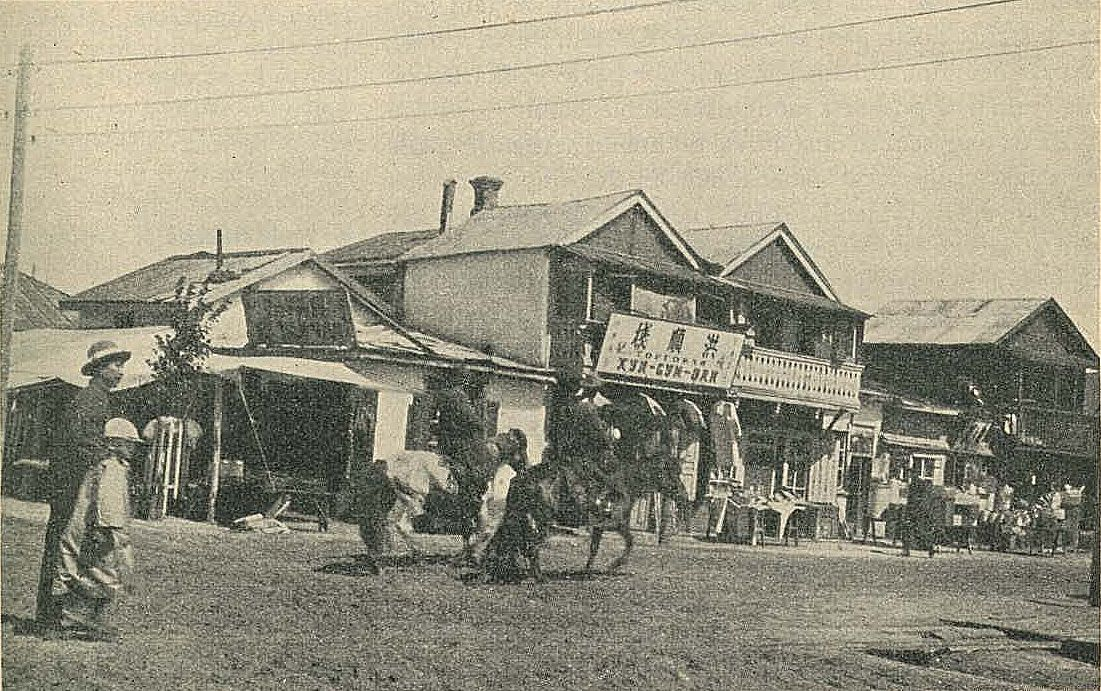
Улица Хайлара в начале XX века

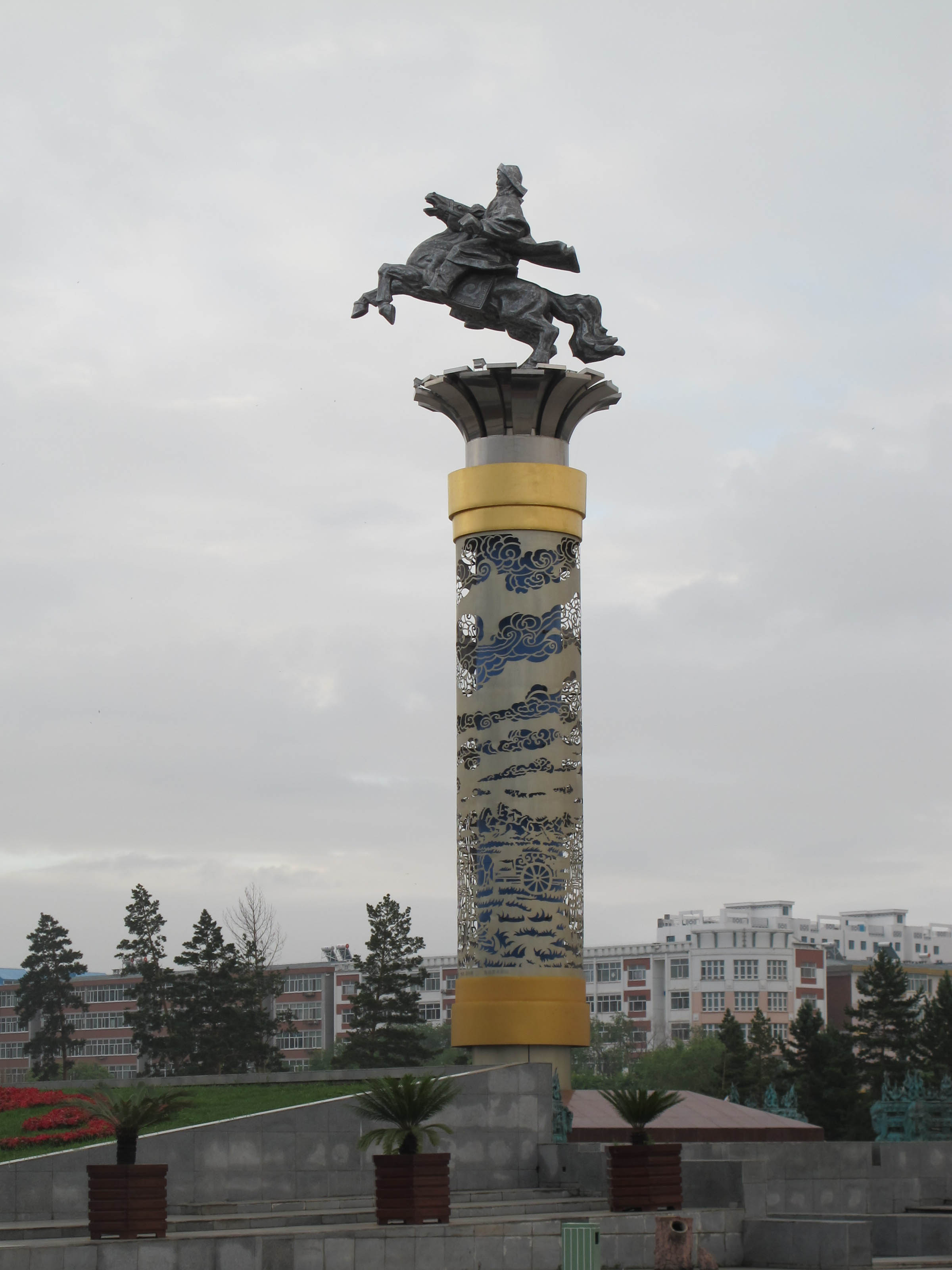
Монумент Чингисхану

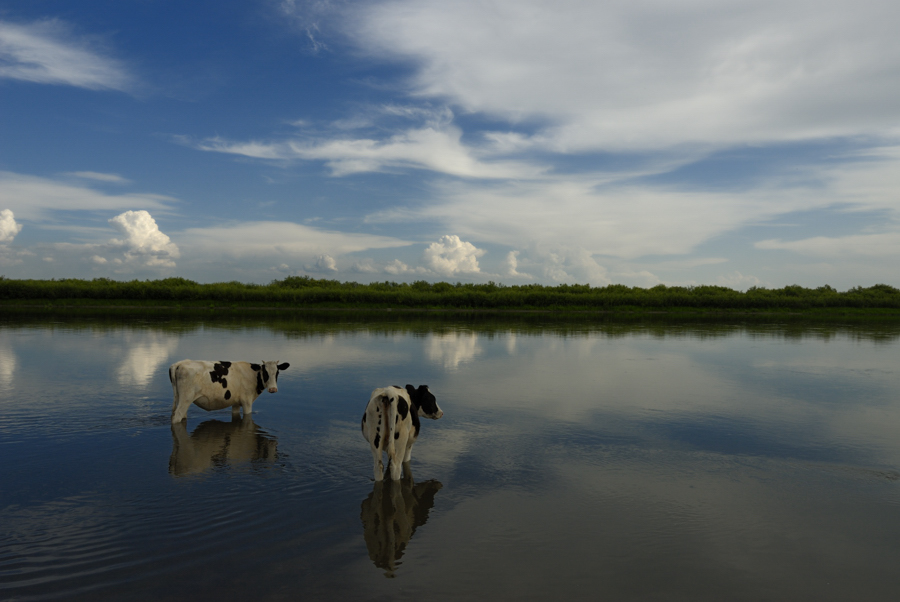
Река Хайлар

Первое упоминание в исторических документах говорило о проживании в районе Хайлара этнических групп Дунху.
Во времена империи Цин эти земли входили в зону ответственности хэйлунцзянского цзянцзюня. В 1732 году сюда было переселено около 4 тысяч семей эвенков, дауров, орончей и баргутов, а в 1734 году возведён укреплённый городок. Из-за близости к озёрам Хулун и Буир он получил название Хулунбуирчэн (呼伦贝尔城) или сокращённо Хулунчэн (呼伦城), однако в народе, из-за протекающей здесь реки Хайлар, постепенно прижилось название «Хайлар».
В июле 1900 года Хайлар атаковали отряды «ихэтуаней». В августе город был занят отрядом генерала Орлова, разбившим 17 июня значительный отряд китайцев при Айгуне.
В связи с прохождением КВЖД, по соглашению между Российской империей и Китайской республикой Барга (Хулунбуир) обладала особым статусом. В 1917 г. Хайлар был временно захвачен монгольскими повстанцами из бывшего отряда Шударга-Батора Бавужава    .
В январе 1920 года власти Китайской республики упразднили особый статус Барги и образовали уезд Хулунь (呼伦县).
В 1923 году Хайлар вошёл в состав Особого района Восточных провинций. В 1925 году был образован Хулунский регион (呼伦道), власти которого разместились в Хулунчэне. В 1927 году была создана Хайларская волость (海拉尔乡), власти которой также разместились в Хулунчэне. В 1929 году Хулунский регион был расформирован.
В 1931 году, после инцидента 18 сентября, началась оккупация китайского Северо-Востока японскими войсками. Уже к 5 декабря Хайлар был оккупирован. В 1932 году было создано марионеточное государство Маньчжоу-го. В 1933 году власти Маньчжоу-го ликвидировали уезд Хайлар, а эти места перевели в состав провинции Северная Синъань. В 1935 году правительство СССР продало КВЖД, и Особый район восточных провинций был переименован в Северо-Маньчжурский особый район, а вскоре и вовсе был ликвидирован. 1 января 1936 года Хулунбуирчэн и «Новый Хайлар» (населённый пункт, входивший в зону отчуждения железной дороги) были объединены в единый населённый пункт, и вместо названия «Хулунбуир» стало официально использоваться название «Хайлар». В мае 1940 года был официально образован город Хайлар в составе провинции Северная Синъань, которая в октябре 1943 года была объединена с рядом других провинций в провинцию Объединённая Синъань.
10 августа 1945 года в ходе советско-японской войны Хайлар, обороняемый гарнизоном Квантунской армии, был взят советскими войсками.

Забайкальцам удавалось наступать в высоком темпе, по пятьдесят километров в сутки. И это в зной, когда лучи солнца безжалостно жгут руки и лицо, кровь выступает на губах бойцов от жажды, а в раскаленном воздухе висят столбы пыли. А кругом абсолютно безводная пустыня. Тем не менее измотанные войска с ходу атакуют город Хайлар — заслон японцев на пути к Хинганскому перевалу. Вокруг города, словно живые стражи — высоты с долговременными огневыми точками. Японский гарнизон в шесть с половиной тысяч солдат ожесточенно сопротивляется, но советские части врываются на улицы города. 10 августа Хайлар взят.

В мае 1946 года в Хайлар вступили части Северо-Восточной демократической объединённой армии китайских коммунистов. 11 апреля 1949 года был образован автономный район Внутренняя Монголия, и Хайлар вошёл в состав аймака Хуна (呼纳盟). В 1953 году он был переведён в непосредственное подчинение правительству Внутренней Монголии, а в 1954 году вошёл в состав новообразованного аймака Хулунбуир.
В августе 1969 года Хайлар вместе с аймаком Хулун-Буир перешёл в состав провинции Хэйлунцзян; в июле 1979 году аймак был возвращён в состав Внутренней Монголии.
В соответствии с постановлением Госсовета КНР от 10 октября 2001 года, аймак Хулун-Буир был преобразован в городской округ, а бывший город Хайлар стал районом городского подчинения в его составе.

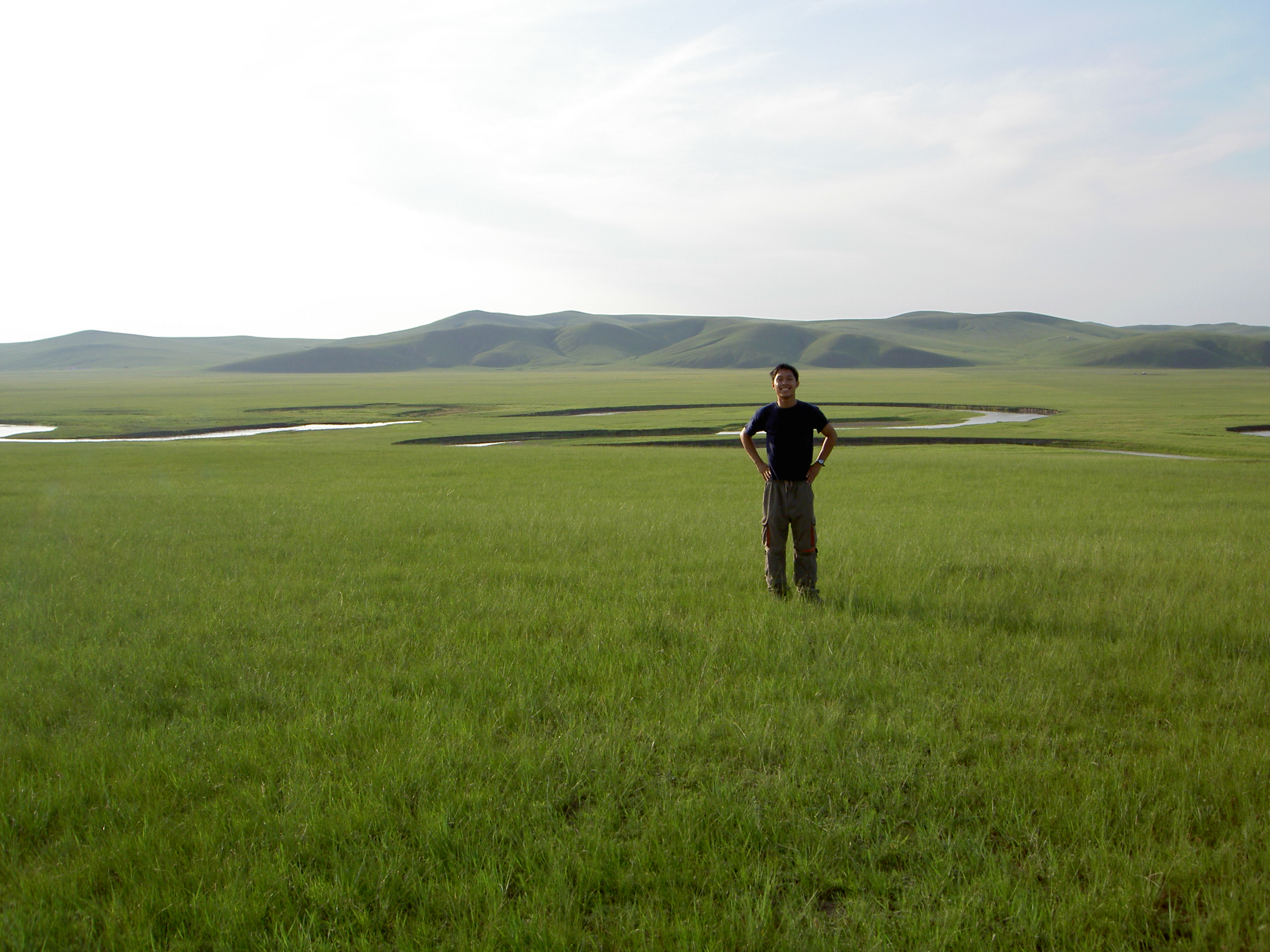
Пейзаж близ Хайлара

## Административно-территориальное деление
Район Хайлар делится на 6 уличных комитетов и 2 посёлка.
| № | Название | Название (кит.) | Статус          | Население чел. (2010) | На карте                         |
| - | -------- | --------------- | --------------- | --------------------- | -------------------------------- |
| 1 | Чжэнъян  | 正阳办事处      | уличный комитет | 70 955                | 49°13′27″ с. ш. 119°44′48″ в. д. |
| 2 | Шэнли    | 胜利街道办事处  | уличный комитет | 55 416                | 49°12′20″ с. ш. 119°46′17″ в. д. |
| 3 | Цзянькан | 健康街道办事处  | уличный комитет | 52 165                | 49°12′24″ с. ш. 119°44′20″ в. д. |
| 4 | Хулунь   | 呼伦街道办事处  | уличный комитет | 45 671                | 49°13′19″ с. ш. 119°46′41″ в. д. |
| 5 | Каошань  | 靠山街道办事处  | уличный комитет | 39 569                | 49°13′53″ с. ш. 119°44′26″ в. д. |
| 6 | Фэньдоу  | 奋斗镇          | поселок         | 32 985                | 49°11′54″ с. ш. 119°46′19″ в. д. |
| 7 | Хакэ     | 哈克镇          | поселок         | 27 315                | 49°11′28″ с. ш. 120°04′10″ в. д. |
| 8 | Цзяньшэ  | 建设街道办事处  | уличный комитет | 20 858                | 49°15′36″ с. ш. 119°47′29″ в. д. |

## Климат
| Показатель                    | Янв.  | Фев.  | Март  | Апр. | Май  | Июнь | Июль | Авг. | Сен. | Окт. | Нояб. | Дек.  | Год  |
| ----------------------------- | ----- | ----- | ----- | ---- | ---- | ---- | ---- | ---- | ---- | ---- | ----- | ----- | ---- |
| Средний суточный максимум, °C | −19,8 | −15,6 | −4,6  | 8,4  | 17,7 | 23,9 | 25,6 | 23,3 | 16,8 | 7,7  | −6,1  | −16,8 | 5,0  |
| Средняя температура, °C       | −26,2 | −23   | −11,7 | 1,7  | 10,6 | 17,2 | 19,7 | 17,2 | 9,9  | 0,3  | −12,6 | −22,6 | −1,6 |
| Средний суточный минимум, °C  | −31,3 | −29,1 | −18,3 | −4,7 | 2,9  | 10,0 | 13,8 | 11,5 | 3,8  | −5,5 | −17,8 | −27,5 | −7,7 |
| Норма осадков, мм             | 2     | 2     | 4     | 11   | 22   | 59   | 103  | 89   | 35   | 10   | 4     | 4     | 351  |
| Источник: World Climate       |       |       |       |      |      |      |      |      |      |      |       |       |      |

## Экономика
В июле 2007 года в Хайларе корпорация Nestle ввела в эксплуатацию завод по производству сухого молока. Компания инвестировала в это предприятие 200 млн юаней (26,27 млн долларов).

## Города-побратимы
- Чита, Россия (с 1992 года).
- Чингис, Монголия (с 2018 года).